# San Juan Capistrano
San Juan Capistrano is een plaats (city) in de Amerikaanse staat Californië, en valt bestuurlijk gezien onder Orange County.

## Demografie
Bij de volkstelling in 2000 werd het aantal inwoners vastgesteld op 33.826.
In 2006 is het aantal inwoners door het United States Census Bureau geschat op 34.839, een stijging van 1013 (3.0%).

## Geografie
Volgens het United States Census Bureau beslaat de plaats een oppervlakte van
37,2 km², waarvan 36,8 km² land en 0,4 km² water. San Juan Capistrano ligt op ongeveer 168 m boven zeeniveau.

## Plaatsen in de nabije omgeving
De onderstaande figuur toont nabijgelegen plaatsen in een straal van 16 km rond San Juan Capistrano.